# Coppa FIRA 1974-1975
La Coppa FIRA 1974-75 (in francese Trophée européen FIRA 1974-75), anche Coppa Europa 1974-75, fu il 15º campionato europeo di rugby a 15 organizzato dalla FIRA.
Si tenne dal 13 ottobre 1974 al 10 maggio 1975 tra 5 squadre che si affrontarono con la formula del girone unico.
Campione europea si affermò, per la seconda volta, la Romania che nella partita inaugurale del torneo batté 15-10 la Francia a Bucarest; sotto la guida del gallese Roy Bish l'Italia, giunta terza, si presentò in casa dei romeni con una sconfitta contro la Francia e una vittoria contro la Spagna, e impose alle Querce un pareggio 3-3 che in retrospettiva – visto il risultato finale contro la Cecoslovacchia – in caso di vittoria avrebbe permesso all'Italia addirittura di vincere il torneo.
La seconda divisione fu, altresì, vinta dalla Polonia a punteggio pieno; i polacchi guadagnarono la promozione a scapito proprio degli ultimi della classe cecoslovacchi.

## Squadre partecipanti
| 1ª divisione   | 2ª divisione   |
| -------------- | -------------- |
| Cecoslovacchia | Germania Ovest |
| Francia        | Marocco        |
| Italia         | Paesi Bassi    |
| Romania        | Polonia        |
| Spagna         |                |

## 1ª divisione

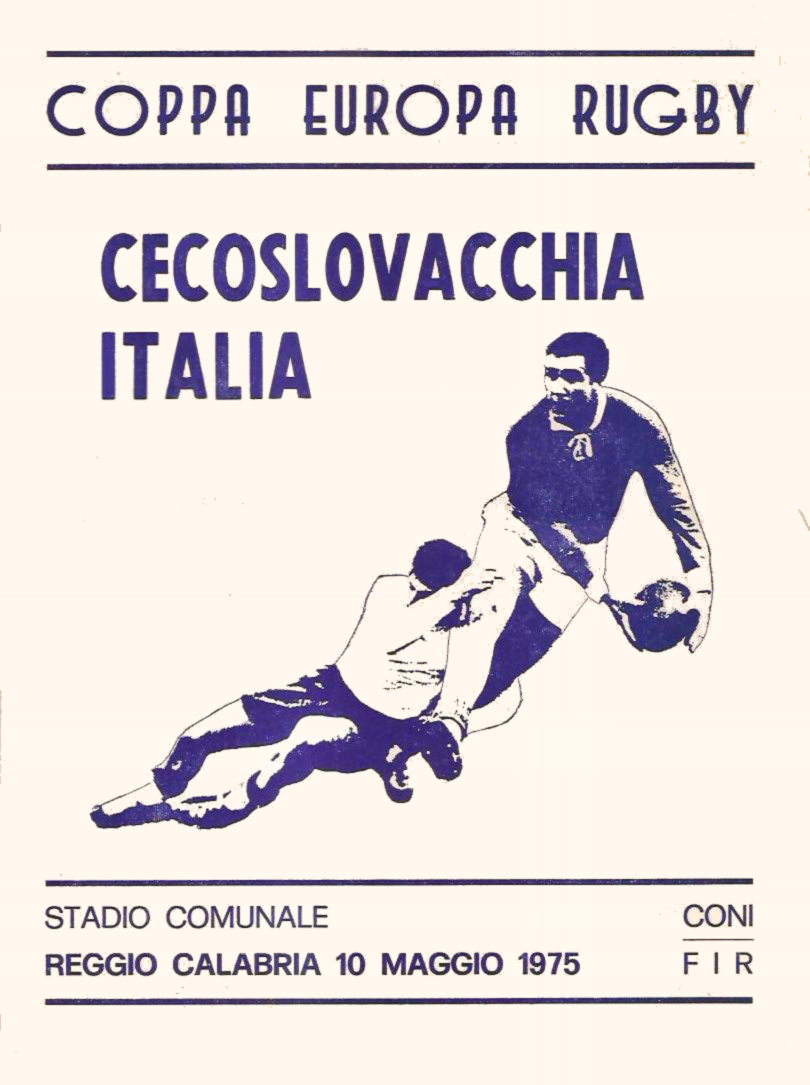
La locandina di - del maggio 1975 a Reggio Calabria

| Arbitro: | Pattinson |

|                 |      |           |
| Marica          | mt   | Gourdon   |
| Durbac          | tr   |           |
| Durbac (2) Nica | c.p. | Romeu (2) |

| Arbitro: | Chardon |

|            |      |                           |
|            | mt   | Constantin Nicolescu Nica |
|            | tr   | Durbac (2)                |
| Kourek (2) | c.p. |                           |

| Bourg-en-Bresse 15 dicembre 1974 | Francia XV | 36 – 3 referto | Cecoslovacchia |  |

| Mauléon 2 febbraio 1975                                                                | Francia XV | 46 – 3 referto referto 2 | Spagna |  |
| Dusang Brunel (2) Perron (3) Larraga Lataste mt Pesteil (4) tr Vivies (2) c.p. Moriche |            |                          |        |  |
|                                                                                        |            |                          |        |  |
| Dusang Brunel (2) Perron (3) Larraga Lataste                                           | mt         |                          |        |  |
| Pesteil (4)                                                                            | tr         |                          |        |  |
| Vivies (2)                                                                             | c.p.       | Moriche                  |        |  |

| Arbitro: | Witting |

|                  |      |                                   |
| M. Marchetto 28’ | mt   | 9’ Ballaneda 15’ Brunel 73’ Genis |
| Ponzi 28’        | tr   | 9’, 73’ Vivies                    |
| Ponzi 18’        | c.p. |                                   |

| Arbitro: | Flingou |

|                |      |                                   |
|                | mt   | 74’ M. Marchetto 80+2’ E. De Anna |
|                | tr   | 80+2’ Ponzi                       |
| Cienfuegos 40’ | c.p. | 35’, 41’, 48’ Ponzi               |

| Arbitro: | Cuny |

|          |      |           |
| Nica 20’ | c.p. |           |
|          | drop | 20’ Ponzi |

| Praga 27 aprile 1975                                                | Cecoslovacchia | 7 – 13 referto     | Spagna |  |
| Kungermann mt Epalza Kourek tr c.p. Moriche Cienfuegos drop Moriche |                |                    |        |  |
|                                                                     |                |                    |        |  |
| Kungermann                                                          | mt             | Epalza             |        |  |
| Kourek                                                              | tr             |                    |        |  |
|                                                                     | c.p.           | Moriche Cienfuegos |        |  |
|                                                                     | drop           | Moriche            |        |  |

| Madrid 4 maggio 1975                                                      | Spagna | 12 – 16 referto | Romania | Stadio Complutense |
| Epalza Cienfuegos Cristin mt Dumitru Marica tr Nica c.p. Nica drop Durbac |        |                 |         |                    |
|                                                                           |        |                 |         |                    |
| Epalza Cienfuegos Cristin                                                 | mt     | Dumitru Marica  |         |                    |
|                                                                           | tr     | Nica            |         |                    |
|                                                                           | c.p.   | Nica            |         |                    |
|                                                                           | drop   | Durbac          |         |                    |

| Arbitro: | Rigole |

|                                                                                             |      |                |
| E. De Anna 11’, 19’, 78’ N. Rossi 22’ M. Marchetto 30’ A. Visentin 40+2’ Vezzani 65’, 80+3’ | mt   | 47’ Kungermann |
| Ponzi 11’, 19’, 22’, 40+2’, 65’, 78’, 80+3’                                                 | tr   | 47’ Berka      |
| Ponzi 10’                                                                                   | c.p. | 31’ Berka      |

### Classifica
| Pos | Squadra        | G | V | N | P | PF  | PS  | DP  | Pt |
| --- | -------------- | - | - | - | - | --- | --- | --- | -- |
| 1   | Romania        | 4 | 3 | 1 | 0 | 50  | 31  | +19 | 11 |
| 2   | Francia        | 4 | 3 | 0 | 1 | 108 | 30  | +78 | 10 |
| 3   | Italia         | 4 | 2 | 1 | 1 | 80  | 31  | +49 | 9  |
| 4   | Spagna         | 4 | 1 | 0 | 3 | 31  | 88  | −57 | 6  |
| 5   | Cecoslovacchia | 4 | 0 | 0 | 4 | 25  | 114 | −89 | 4  |

## 2ª divisione
| Data       | Incontro                     | Risultato | Sede       |
| ---------- | ---------------------------- | --------- | ---------- |
| 19-10-1974 | Paesi Bassi ― Germania Ovest | 32-21     | Wageningen |
| 16-3-1975  | Marocco ― Polonia            | 3-15      | Casablanca |
| 6-4-1975   | Polonia ― Paesi Bassi        | 24-20     | Ostrołęka  |
| 13-4-1975  | Germania Ovest ― Marocco     | 19-11     | Heidelberg |
| 4-5-1975   | Polonia ― Germania Ovest     | 29-6      | Varsavia   |
| 1-7-1975   | Germania Ovest ― Marocco     | 26-7      | Hilversum  |

|  | Classifica     | G | V | N | P | PF | PS | P±   | PT |
|  | -------------- | - | - | - | - | -- | -- | ---- | -- |
|  | Polonia        | 3 | 3 | 0 | 0 | 68 | 29 | +39  | 9  |
|  | Paesi Bassi    | 3 | 2 | 0 | 1 | 78 | 52 | + 26 | 7  |
|  | Germania Ovest | 3 | 1 | 0 | 2 | 46 | 72 | -26  | 5  |
|  | Marocco        | 3 | 0 | 0 | 3 | 21 | 60 | -39  | 3  |